# Evita Mac-nack
Evita Mac-nack (Purmerend, 30 november 1994) is een Nederlandse televisiepresentator en nieuwslezer voor het NOS Jeugdjournaal.

## Biografie
Mac-nack is geboren in Purmerend. Ze wilde in eerste instantie danseres worden en volgde een speciale dansopleiding.
Mac-nack was eerder nieuwspresentator bij AT5 en redacteur bij NOS Stories en NOS op 3. Hierna volgde zij Welmoed Sijtsma op als presentator van het NOS Jeugdjournaal.
In 2022 sprak Mac-nack de stem in van Izzy Hawthorne in de Pixar-film Lightyear.
In 2023 zat Mac-nack in het ‘team jeugdjournaal’ in het televisieprogramma De Faker. In 2024 deed ze mee aan het televisieprogramma Pokerface. In datzelfde jaar deed ze mee aan het televisieprogramma Waku Waku.